# 陈莲花
陈莲花（英語：Tan Lian Hoe，1958年11月14日—），马来西亚政治人物、曾任国内贸易、合作社及消费部第一副部长，兼霹雳州宜力国阵民政党国会议员，也是民政党副主席 。